# هاکنال
هاکنال (به انگلیسی: Hucknall) یک شهرک در بریتانیا است که در اشفیلد واقع شده‌است. هاکنال ۷٫۹۱۳ کیلومتر مربع مساحت و ۳۲٬۱۰۷ نفر جمعیت دارد.